# Caratê nos Jogos Pan-Americanos de 2019 - Até 50 kg feminino
A categoria até 50 kg feminino foi a mais leve em disputa nas competições do caratê nos Jogos Pan-Americanos de 2019, em Lima. Foi realizada no Polideportivo de Villa El Salvador no dia 10 de agosto.

## Calendário
Horário local (UTC-5).
| Data         | Horário | Fase          |
| ------------ | ------- | ------------- |
| 10 de agosto | 10:00   | Primeira fase |
| 10 de agosto | 15:40   | Semifinal     |
| 10 de agosto | 17:25   | Final         |

## Medalhistas
| Ouro   | USA Shannon Nishi                        |
| Prata  | MEX Alicia Hernández                     |
| Bronze | GUA Cheili González BRA Jéssica de Paula |

## Resultados

### Grupo 1
| Atleta                  | Nação              | J | V | E | D | Pontos | Pontos | Pontos |
| Atleta                  | Nação              | J | V | E | D | PF     | PC     | Dif    |
| ----------------------- | ------------------ | - | - | - | - | ------ | ------ | ------ |
| Shannon Nishi           | USA Estados Unidos | 3 | 3 | 0 | 0 | 7      | 1      | +6     |
| Jéssica de Paula        | BRA Brasil         | 3 | 2 | 0 | 1 | 11     | 4      | +7     |
| Selene Eliset Rodriguez | PER Peru           | 3 | 1 | 0 | 2 | 11     | 9      | +2     |
| Yamila Benítez          | ARG Argentina      | 3 | 0 | 0 | 3 | 1      | 16     | -15    |

|                               | Score |                        |
| ----------------------------- | ----- | ---------------------- |
| Selene Eliset Rodriguez (PER) | 3–5   | Jéssica de Paula (BRA) |
| Shannon Nishi (USA)           | 3–0   | Yamila Benítez (ARG)   |
| Selene Eliset Rodriguez (PER) | 1–3   | Shannon Nishi (USA)    |
| Yamila Benítez (ARG)          | 0–6   | Jéssica de Paula (BRA) |
| Selene Eliset Rodriguez (PER) | 7–1   | Yamila Benítez (ARG)   |
| Jéssica de Paula (BRA)        | 0–1   | Shannon Nishi (USA)    |

### Grupo 2
| Atleta           | Nação                    | J | V | E | D | Pontos | Pontos | Pontos |
| Atleta           | Nação                    | J | V | E | D | PF     | PC     | Dif    |
| ---------------- | ------------------------ | - | - | - | - | ------ | ------ | ------ |
| Alicia Hernández | MEX México               | 3 | 3 | 0 | 0 | 5      | 2      | +3     |
| Cheili González  | GUA Guatemala            | 3 | 2 | 0 | 1 | 5      | 2      | +3     |
| Ana Villanueva   | DOM República Dominicana | 3 | 1 | 0 | 2 | 6      | 3      | +3     |
| Leyla Servin     | PAR Paraguai             | 3 | 0 | 0 | 3 | 0      | 9      | -9     |

|                        | Score |                        |
| ---------------------- | ----- | ---------------------- |
| Ana Villanueva (DOM)   | 2–2   | Alicia Hernández (MEX) |
| Cheili González (GUA)  | 4–0   | Leyla Servin (PAR)     |
| Ana Villanueva (DOM)   | 0–1   | Cheili González (GUA)  |
| Leyla Servin (PAR)     | 0–1   | Alicia Hernández (MEX) |
| Ana Villanueva (DOM)   | 4–0   | Leyla Servin (PAR)     |
| Alicia Hernández (MEX) | 2–0   | Cheili González (GUA)  |

### Finais
|  | Semifinais             | Semifinais             |   |  | Disputa do ouro     | Disputa do ouro |  |
|  |                        |                        |   |  |                     |                 |  |
|  |                        |                        |   |  |                     |                 |  |
|  | Shannon Nishi (USA)    | 3                      |   |  |                     |                 |  |
|  | Cheili González (GUA)  | 2                      |   |  |                     |                 |  |
|  |                        |                        |   |  |                     |                 |  |
|  |                        |                        |   |  |                     |                 |  |
|  |                        |                        |   |  | Shannon Nishi (USA) | 2               |  |
|  |                        | Alicia Hernández (MEX) | 0 |  |                     |                 |  |
|  |                        |                        |   |  |                     |                 |  |
|  |                        |                        |   |  |                     |                 |  |
|  |                        |                        |   |  |                     |                 |  |
|  |                        |                        |   |  |                     |                 |  |
|  | Jéssica de Paula (BRA) | 1                      |   |  |                     |                 |  |
|  | Alicia Hernández (MEX) | 2                      |   |  |                     |                 |  |